# قسم حيدريه الريفي (مقاطعة غيلانغرب)
قسم حيدريه الريفي (بالفارسية: دهستان حیدریه) هي منطقة سكنية تقع في Govar District في إيران. يقدر عدد سكانها بـ 7,890 نسمة .